# Luca Salvadori
Luca Maurizio Salvadori (Milano, 2 marzo 1992 – Lipsia, 14 settembre 2024) è stato un pilota motociclistico italiano.

## Biografia
Proviene da una famiglia operante nel mondo dei motori, il padre Maurizio è infatti fondatore e direttore della scuderia automobilistica Trident Motorsport.

### Carriera
Nel 2009 fa il suo esordio nel Campionato Italiano Velocità. Prende parte all'evento finale del Mugello nella classe Stock 600, chiudendo la gara al trentaduesimo posto. Nel 2010 partecipa alle ultime due prove del Campionato europeo Superstock 600 dove, in sella ad una Yamaha YZF-R6, conquista quattro punti classificandosi trentacinquesimo. Il 2011 vede Salvadori ancora impegnato nella Stock 600; è ventunesimo nel campionato italiano mentre non raccoglie punti nell'europeo. Nel 2012 si conferma 21° a livello nazionale mentre nell'europeo è pilota titolare col Team PATA by Martini e ottiene sette punti.
Nel 2013, sempre con motociclette Yamaha, migliora le sue prestazioni: è diciassettesimo nel CIV mentre nell'europeo si classifica nono impreziosendo la sua stagione con un podio a Monza dopo essere partito dalla pole position. In questa stessa stagione disputa le prime due prove del mondiale Supersport chiudendole entrambe con un ritiro. Nel 2014 passa al Team 10 Lap Racing, alla guida di una Kawasaki ZX-6R; non ottiene piazzamenti a podio ma chiude il campionato all'ottavo posto. Nel 2015 passa alle motociclette di cilindrata superiore: è pilota titolare con Althea Racing nella Superstock 1000 FIM Cup. In sella alla Ducati Panigale è sedicesimo con sedici punti. Inizia il 2016 con GP Project in sella ad un'Aprilia RSV4, partecipando sia alla FIM Cup che al campionato italiano di Superbike. In entrambe le competizioni cambia motocicletta classificandosi tredicesimo in campo nazionale e ventesimo nella Superstock (finisce l'annata con una YZF-R1). Nel 2017 disputa solamente il Gran Premio di Misano in Superstock 1000, in qualità di pilota sostitutivo concludendo la gara anzitempo con un ritiro. Il 2018, ultima edizione della Superstock 1000 FIM Cup, vede Salvadori impegnato come pilota titolare per il Berclaz Racing Team, alla guida di una BMW S1000RR; il compagno di squadra è Roberto Tamburini. Porta a termine tutte le gare, tranne Brno, tra i primi quindici classificandosi al decimo posto in campionato. Nel biennio 2018-19 inoltre, prende parte al Monza Rally Show con il co-pilota Alberto Vagaggini.
Nelle annate successive è impegnato nel National Trophy; mentre nel 2023, all'età di 31 anni, fa il suo esordio nelle gare del motomondiale. Viene ingaggiato da Pramac Racing per gareggiare nella MotoE in sella alla Ducati V21L, il compagno di squadra è Esteve Rabat. Problemi fisici non gli permettono di portare a termine la stagione, venendo sostituito da Óscar Gutiérrez e Andrea Migno. I punti raccolti nella prima parte di campionato gli consentono comunque di classificarsi al diciassettesimo posto. Sempre nel 2023 disputa la seconda prova a Misano nel campionato italiano Supersport, senza ottenere punti.
Nel 2024 partecipa al Campionato Italiano Velocità in Salita, aggiudicandosi il titolo nella classe 1000 Super Open con una gara di anticipo, nel mese di luglio.

### La morte
Salvadori muore nella serata del 14 settembre 2024, a 32 anni, all'ospedale di Lipsia, a seguito delle ferite riportate in un incidente avvenuto nel pomeriggio sul circuito stradale di Frohburg, nel contesto del campionato IRRC Superbike.
Nel giorno della sua morte i piloti del Team Pistard, diretti avversari nel National Trophy 1000, decidono di non partecipare alle ultime due gare della stagione, permettendo così a Luca di diventare campione nel National Trophy 1000 2024, vittoria ufficializzata il 29 settembre.
Il 25 settembre si sono svolti i funerali presso la basilica di Santa Maria delle Grazie a Milano, alla presenza di migliaia di persone.
I caschi, i trofei e le moto a lui appartenuti, saranno esposti in un luogo dedicato nella sede di Trident Motorsport.

### Altre attività
Il 27 aprile 2017 apre il proprio canale YouTube, che arriva a contare centinaia di video e oltre mezzo milione di iscritti. I video trattavano di vari argomenti inerenti il motociclismo.

## Risultati in gara

### Campionato mondiale Supersport
| 2013 | Moto   |     |     |  |  |  |  |  |  |  |  |  |  |  |  | Punti | Pos. |
| ---- | ------ | --- | --- |  |  |  |  |  |  |  |  |  |  |  |  | ----- | ---- |
| 2013 | Yamaha | Rit | Rit |  |  |  |  |  |  |  |  |  |  |  |  | 0     |      |

| Legenda | 1º posto        | 2º posto            | 3º posto           | A punti      | Senza punti        | Grassetto – Pole position Corsivo – Giro più veloce |
| Legenda | Gara non valida | Non qual./Non part. | Ritirato/Non class | Squalificato | '-' Dato non disp. | Grassetto – Pole position Corsivo – Giro più veloce |

### Motomondiale
| 2023 | Classe | Moto   |    |    |    |    |    |    |    |     |     |    |     |     |     |     |     |     | Punti | Pos. |
| ---- | ------ | ------ | -- | -- | -- | -- | -- | -- | -- | --- | --- | -- | --- | --- | --- | --- | --- | --- | ----- | ---- |
| 2023 | MotoE  | Ducati | 10 | 13 | 13 | 11 | 16 | 16 | 16 | Rit | Rit | 11 | Inf | Inf | Inf | Inf | Inf | Inf | 22    | 17º  |

| Legenda | 1º posto        | 2º posto            | 3º posto            | A punti      | Senza punti        | Grassetto – Pole position Corsivo – Giro più veloce |
| Legenda | Gara non valida | Non qual./Non part. | Ritirato/Non class. | Squalificato | '-' Dato non disp. | Grassetto – Pole position Corsivo – Giro più veloce |